# Anna Lee: Headcase

Anna Lee: Headcase est un téléfilm britannique réalisé par Colin Bucksey en 1993.

## Synopsis
La jeune femme quitte les forces de l'ordre et ouvre un agence de détective et de retrouver la trace d'une fille disparu.

## Fiche technique
- Titre : Anna Lee: Headcase
- Réalisation : Colin Bucksey
- Scénario : Andrew Davies, d'après le roman de Liza Cody
- Productrice : Sue Birtwistle
- Producteur exécutif : Nick Elliott
- Musique : Richard Hartley
- Directeur de la photographie : Peter Sinclair
- Montage : Jon Costelloe
- Création des décors : Mike Oxley
- Création des costumes : Frances Tempest
- Assistant réalisateur : Sean Guest
- Société de production : London Weekend Television (LWT)
- Société de distribution : Independent Television (ITV)
- Durée : 120 minutes
- Pays :  Royaume-Uni
- Genre : Drame
- Date de première diffusion :  10 janvier 1993

## Distribution
- Imogen Stubbs : Anna Lee
- Alan Howard : Mr. Hahn
- Michael Bryant : Commander Martin Brierly
- Barbara Leigh-Hunt : Beryl Doyle
- Ken Stott : Bernie Schiller
- Kate Beckinsale : Thea Hahn
- Brian Glover : Selwyn Price
- Shirley Anne Field : Mrs. Westerman
- Richard Dempsey : Sam Tulloch
- Clive Merrison (en) : Mr. Emburey
- Paul Guilfoyle : Dr Frank